# Salzburger Schieferalpen
Die Salzburger Schieferalpen, auch Salzburger Grasberge genannt, sind eine Gebirgsgruppe in den Ostalpen. Sie befinden sich in Österreich im Bundesland Salzburg, zu kleinem Teil im Land Steiermark. Sie werden als Teil der Schieferalpen zur Grauwackenzone, und entweder zu den Nordalpen oder Zentralalpen gezählt.
Die Gebirgsgruppe mit der AVE-Nr. 12 umfasst die mittelgebirgige Zone der Alpen des Pinz- und des Pongau zwischen Pinzgauer Becken und steirischem Ennstal.

## Lage und Landschaft
Das etwa 10 × 60 km umfassende Bergland liegt nordwestlich und östlich des Salzachknies, dort wo die Salzach von östlicher in nördliche Richtung umbiegt, und 50 km südlich der Stadt Salzburg. Die Salzach trennt sie in eine westliche Gruppe, die Dientener Berge zwischen Zeller See und Salzach, und die östliche Gruppe zwischen Salzach und Enns.
Die Salzburger Schieferalpen bilden ein langgezogenes Band zwischen dem Alpenhauptkamm im Süden und den Berchtesgadener Alpen und Salzburger-oberösterreichische Kalkalpen im Norden. Westlich setzt sich die waldige, sanft-gekammte Bergform in den Tiroler Schieferalpen fort, östlich im Ennstal findet sich diese Geländeform nicht mehr als geschlossene Gebirgsgruppe. Die Berge weisen meist runde und wenig felsige Gipfelformen auf, die durch lange flache Kämme verbunden sind, und sind daher ideale Wander- und leichte, niedrig liegende Skiberge.

## Umgrenzung und angrenzende Gebirgsgruppen
Die Umgrenzung der Salzburger Schieferalpen wird gebildet:
- im Norden zu den Berchtesgadener Alpen in der Linie Saalfelden – Hinterthal bei Maria Alm (Urslau) – Filzensattel – Dientenbach – Dientner Sattel – Trockenbach - Mühlbach am Hochkönig – Salzach etwa bei Bischofshofen – Salzachabwärts bis Einmündung Fritzbach
- zum Tennengebirge im Nordosten: Fritzbach – Martinsbach bis St. Martin – Karbach bis Lungötz
- Dachsteingebirge im äußeren Nordosten: Lungötz – Neubach – Linbach – zurück zum Fritzbach – Marcheggsattel – Warme Mandling – Kalte Mandling – Schildlehenbach – Ramsaubach – Weißenbach an die Enns
- zu Radstädter Tauern und Schladminger Tauern im Südosten: Enns aufwärts an Radstadt vorbei über Altenmarkt im Pongau bis Einmündung Litzlingbach – Wagrainer Höhe – Wagrainer Bach an die Salzach bei St. Johann im Pongau
- Ankogelgruppe, Goldberggruppe, Glocknergruppe im westlichen Süden: Salzachtal aufwärts, vorbei an  Schwarzach-St. Veit und Taxenbach bis Bruck an der Glocknerstraße
- von den Kitzbühler Alpen (Tiroler Grasberge) im Westen trennt die Linie Bruck – Zeller See – Saalach bis Saalfelden.

## Gliederung
Diese nach der Alpenvereinseinteilung der Ostalpen (AVE) nach dem Gestein zusammengefasste Gruppe kann im geologischen Sinne weder den Nord- noch den Zentralalpen zugerechnet werden, passt also nicht in die allgemeine Dreiteilung der Ostalpen, und daher schwanken die Angaben in der Literatur. Unter topographischen Aspekten umfasst die Gruppe:
- die Dientener Berge, in der Gegend, die als Schieferberge im eigentlichen Sinne bekannt sind, westlich der Salzach bis Zell am See, mit dem Hundsteinmassiv (2117 m ü. A.) und der Schneeberg-Hochglockner-Gruppe (Schneebergkreuz 1938 m ü. A.)
- die Fritztaler Berge, östlich der Salzach bis an die steirische Grenze und den Dachstein, mit
  - Hochgründeck (1821 m ü. A.) im Dreieck Bischofshofen–St. Johann–Altenmarkt;
  - Rossbrand (1770 m ü. A.), der sich von  Altenmarkt bis zum Mandlingpass bei Radstadt zieht;
  - Glutserberg, Halserberg und die Ramsauerleiten, drei kleine Gebiete in Fortsetzung des Rossbrand bis Schladming;
  - Gerzkopf (1728 m ü. A.), nördlich des Fritztals, der geologisch schon zum Kalkgebiet zwischen Tennengebirge und Dachstein gehört, und sich auch morphologisch wenig gegen den Dachsteinstock absetzt, sondern dessen südwestlichen Vorberg bildet

## Nordtiroler-Salzburger Schieferalpen
Außerhalb des Landes Salzburg werden auch die Tuxer Alpen und die Kitzbüheler Alpen sowie die östliche Grauwackenzone bis an den Dachstein zu den Schieferalpen gezählt und damit als Nordtiroler-Salzburger Schieferalpen angesprochen oder einfach nur Schieferalpen genannt.

## Geologie
Der nördliche Teil der Salzburger Schieferalpen ist aus Werfener Schichten der Untertrias aufgebaut. Außerdem zählen geologisch die Südvorberge des Tennengebirges (Werfen-St.-Martiner Schuppenzone) zu den Schieferalpen, werden von der AVE-Gruppe aber ausgespart. Nach der älteren Moriggl-Teilung lief die Grenze aber – geologisch richtig, aber orographisch falsch – am Gesteinswechsel direkt am Südabbruch der Tennengebirgs Lungötz–Werfenweng–Werfen an die Salzach.
Der südliche Teil, mit Hochgründeck, Rossbrand und Ramsauleiten sowie die Dientener Berge, gehört zur Grauwackenzone und wurde im Paläozoikum gebildet. In diesen Schichten befinden sich Kupfer-, Magnesium- und Graphitvorkommen.
Die Südgrenze bildet der charakteristische Wechsel zu den Hohen und Niederen Tauern in Form des Salzach-Ennstal-Mariazell-Puchberg-Lineaments, das vom Salzachtal über die Wagrainer Höhe und durch die Flachau und Radstädter Becken über den Mandlingpass in das Steirische Ennstal weiterläuft, und Teil der nordalpinen Längstalfurche ist. Im Westen grenzen im Tauernfenster aber durchwegs nicht Zentralgneise, sondern die penninische Schieferhülle an, die sich aber wegen der anderen Beschaffenheit in der Geomorphologie deutlich unterscheidet.